# 仙王座VV

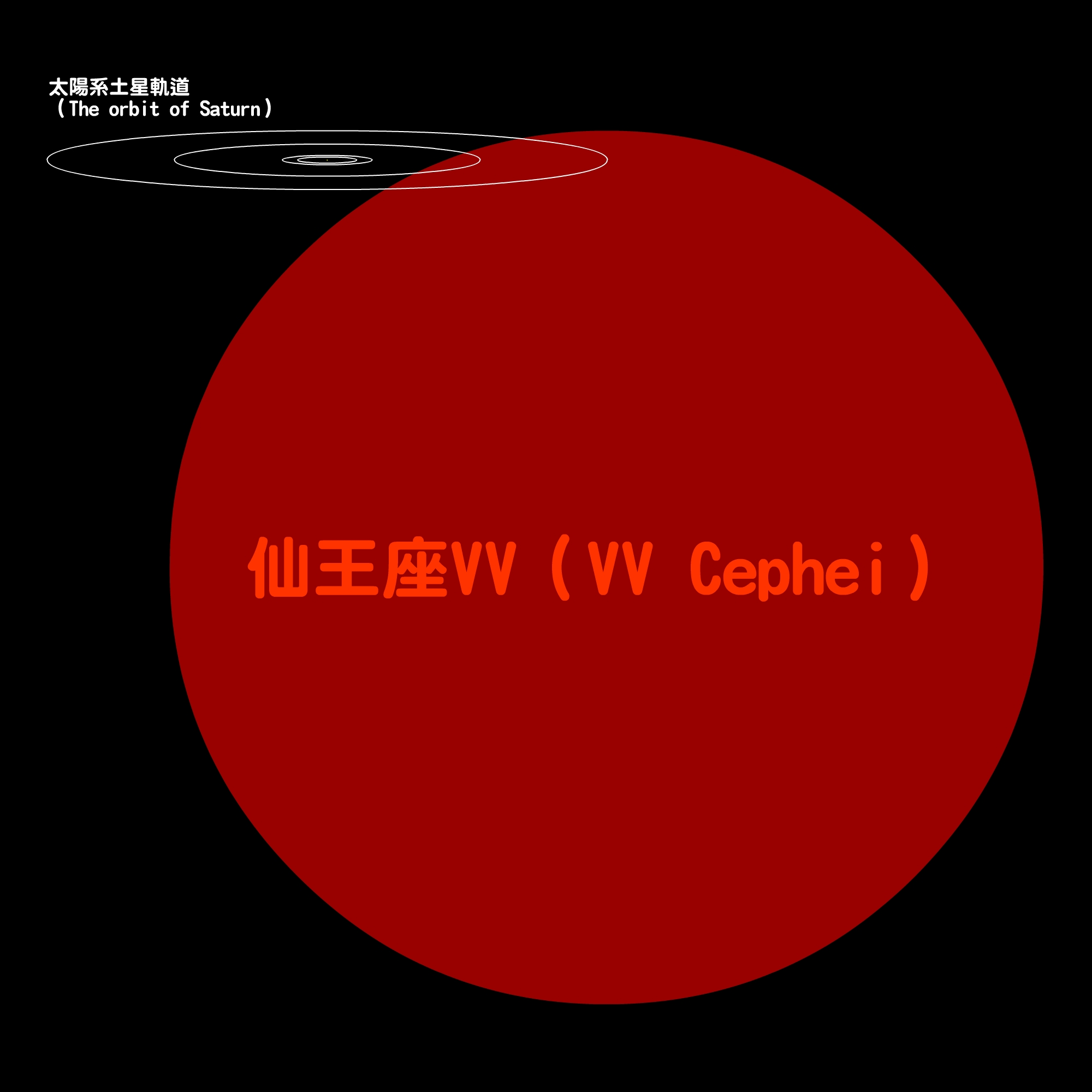
太陽系土星軌道與仙王座VV A大小的示意圖。土星軌道內側分別是木星、火星與地球軌道。

仙王座VV，也稱為HD 208816，是在仙王座的一顆食聯星系統，距離地球大約5,000光年。它是B(e)星，也是殼層星。
仙王座VV是已知週期第二長的食聯星。當一顆紅超巨星的伴星很靠近它的洛希瓣時，若後者是一顆藍色的主序星，就會有一些紅超巨星在軌道的物質流向藍色的伴星，使這顆炙熱的伴星被一個巨大的物質圓盤遮住。這顆主星被稱為仙王座VV A的超巨星，儘管其大小還不確定，但現在已被認為是銀河系中已知最大的恆星之一。目前最佳的估計大小是1,000 R☉，幾乎和木星軌道一樣大。

## 變異性
美國天文學家Dean McLaughlin在1936年發現仙王座VV是一個食聯星的事實。在20.3年的軌道週期上，仙王座VV會經歷主星食和副星食。主星食會完全遮住炙熱的伴星，持續的時間將近18個月。副星食因為只遮蔽了溫度較低的主星一小部分，光度降低得非常少，以至還測不出其光度的改變。星食開始和持續的時間都會變化。只是它是漸進的，因此很難確定開始和結束的時間。在食聯星中，只有柱一（御夫座ε）的週期比它長。
仙王座VV也顯示出十分之幾星等的半規則變化。可見光和紅外線的變化似乎與紫外線波長的變化無關。據報導在紫外線的變化週期是58天，主要的長波變化週期是118.5天。短波長的變化被認為是由圍繞著熱伴星的圓盤引起的，而主要的變化是紅超巨星的脈動引起的。據推測，伴星周圍的圓盤會產生這樣的亮度變化。

## 光譜
仙王座VV的光譜可以分解成兩個主要成分，一個來自冷的超巨星，另一個次被炙熱圓盤環繞的熱且小的伴星。圍繞在伴星周圍的物質產生發射線，包含[FeII]禁線帶，[[:B[e]現象|B[e]現象]]是由圍繞在恆星周圍的星周盤引起的。由於一個狹窄的中心吸收成分引起，使氫的發射線是雙峰的。這是由於看到的圓盤幾乎以側面朝向我們，攔截了來自恆星連續輻射的光譜。這是殼層星的特徵。
禁線帶主要是[FeII]，但是也有[CuII]和[NiII]，在星食的時候，它們的逕向速度幾乎是恆定的，因此人們認為它們起源於聯星中距離較遠的環星物質。
在主星食的期間，特別是在熱半星及其圓盤產生的紫外線波長最強烈的時候，光譜會劇烈的變化。當圓盤的一部分被來自恆星的連續體阻擋時，帶有某些發射線的典型B光譜，會被有數千條發射線所控制的光譜取代。當進入和離開的過程中，當靠近恆星的圓盤一側或另一側變得可見，而另一側仍然被食時，發射線的輪廓會發生變化。整個系統的顏色，因為伴星發射的藍光部部分都被阻擋掉，在星食期間顏色也會發生。
在星食中，某些譜線的強度和形狀，以及連續體都有強烈而不穩定的變化。連續體在短波（也就是熱）中的快速隨機變化，似乎是由B分量周圍的圓盤引起的。殼層吸收線顯示出不同的徑向速度，可能是由於盤面吸積的變化。來自FeII和MgII的發射，大約在拱點和副食附近增強；他們幾乎是同時發生，但發射線在整個軌道上也會隨機變化。
在可見的光譜中，Hα譜線是唯一清晰的發射特徵。它的強度在星食期間外，會隨機且快速的變化，但在星食的主食期間，它會變得微弱但相對的穩定。

## 仙王座VV A
作為主星的仙王座VV A是一顆紅特超巨星，它的直徑為太陽的1600～1900多倍，比土星軌道還要大，是人們迄今已知的恆星中，體積第三大的。其確實的質量不明，但從軌道的動態來推測，不超過100倍太陽質量；從光度推測，則不超過25~40倍太陽質量。它的光譜分類為M2，光度是太陽的275,000～575,000倍。物質正從仙王座VV A噴發而出，流向其伴星仙王座VV B。

## 仙王座VV B
是仍處於主序階段的藍色伴星，與主星距離16～25天文單位，每20年繞主星公轉一週。仙王座VV B的光譜分類為B0，其直徑為太陽直徑的10倍，釋出的光度為太陽的10萬倍。

## 外部連結
- Space.Com（页面存档备份，存于）
- Universe Today（页面存档备份，存于）
- VV Cephei（页面存档备份，存于） at Kempten observatory
- Aladin image[] of VV Cephei